# SDU
Satellite Data Unit - SDU je naprava na letalu, ki omogoča medsebojno komunikacijo s tlemi preko satelita - podobno kot satelitski internet. Lahko gre za prenos zvoka ali pa podatkov. 
Podobna naprava je ACARS, slednji lahko poleg satelita deluje tudi na zemeljske radijske zveze.